# Генрих Казимир I (граф Нассау-Дица)
Генрих Казимир I Нассау-Дицский (нидерл. Hendrik Casimir I van Nassau-Dietz; 21 января 1612, Арнем — 13 июля 1640, Хюлст) — граф Нассау-Дица (1632—1640), штатгальтер Фрисландии, Гронингена и Дренте (1632—1640).

## Биография
Генрих Казимир — старший сын графа Эрнста Казимира Нассау-Дицского (1573—1632), и Софии Гедвиги Браншвейг-Вольфенбюттельской (1592—1642).
В 1632 году его отец Эрнст Казимир погиб во время осады Рурмонда. 20-летний Генрих Казимир унаследовал титул графа Нассау-Дица, а также должности штатгальтера Фрисладнии, Гронингена и Дренте.
28-летний граф Генрих Казимир Нассау-Дицский 12 июля 1640 года был тяжело ранен в Синт-Янстене во время битвы за Хюлст и на следующий день скончался. Он был похоронен в Леувардене. В музее Рейксмюсеум в Амстердаме хранится окровавленная рубашка, в которой был граф при смерти.
Генрих Казимир не был женат и не оставил детей, ему наследовал его младший брат Вильгельм Фредерик (1613—1664).